# مانح بروتون
مانح بروتون في الكيمياء هي أي مادة كيميائية تستطيع منح أحد بروتوناتها (أيون هيدروجين) إلى شريكها خلال تفاعل كيميائي. تعتبر الأحماض بصفة عامة 
من المواد التي تعطي بروتونات ، بعكس مواد أخرى مثل القلويات فهي مواد تميل إلأى أكتساب بروتونات وتسمى مستقبلة بروتون.
هذا الاصطلاح استخدمة العالمان يوهانس نيكولاوس برونستد و توماس لوري عام 1923 بغرض توسيع تعريف نظام حمض-قلوي.

## مفهوم قوة الأحماض والقلويات
صاغ العالم رالف بيرسون عام 1963 مفهوم قوة أو ضعف حمض و قوة أو ضعف قلوي 
Hard and Soft Acids and Bases
وهي تقول :
«الحمض القوي يميل لأن يتحد مع قلوي قوي ، ويميل حمض ضعيف لأن يتحد بقلوي ضعيف.»
فإذا نظرنا إلى قابلية استقطاب جسيم وبالتالي سالبيتة الكهربية نجد أن المركبات تتسم بخصائص كما يلي:
| النوع       | الخصائص                                    | أمثلة              |
| ----------- | ------------------------------------------ | ------------------ |
| أحماض قوية  | سالبية كهربية ضعيفة قابلية ضعيفة للاستقطاب | < H+, Na+, K+</sup |
| قلويات قوية | سالبية كهربية عالية قابلية للاستقطاب ضعيفة | OH−, F−, SO42−     |
| أحماض ضعيفة | سالبية كهربية عالية قابلية للاستقطاب عالية | Cu+, Ag+, I2       |
| قواعد ضعيفة | سالبية كهربية ضعيفة قابلية استقطاب عالية   | I−, SCN−, R2S      |

يعطي هذا لمفهوم ميول سلوك الجزيئات مع العلم بأن درجات القوة والضعف ليست محددة تماما وإنما تعتمد على قوة أو ضعف الشريك في التفاعل . ولكن هذا المفهوم يساعد على تقدير مدى استقرار مركب كيميائي . فمثلا نجد أيون الحديد Fe2+ الأقل قوة في الطبيعة في صورة كبريتيد ، بينما أيون الحديد الأقوى Fe3+ نجده على صورة هيدروكسيد أو أكسيد.

## اقرأ أيضا
- تفاعل حمض-قاعدة
- مستقبل بروتون
- انتقال بروتون
- مبدأ مانح-مستقبل
- حمض الكبريتيك
- حمض الكربونيك
- كربونات
- بيكربونات
- ثابت تفكك الحمض